# Hongjie Dai
Hongjie Dai (* 2. Mai 1966 in Shaoyang, Volksrepublik China) ist ein chinesisch-amerikanischer physikalischer Chemiker und Nanowissenschaftler an der Stanford University. Dai gilt als Pionier der Nanowissenschaften, bestimmte Anwendungen der Nanotechnologie fußen auf seinen Arbeiten.

## Biographie
Dai erwarb 1989 an der Tsinghua-Universität in Peking einen Bachelor in Physik, 1991 an der Columbia University in New York City einen Master in angewandter Wissenschaft und 1994 bei Charles M. Lieber an der Harvard University in Cambridge, Massachusetts, einen Ph.D. in physikalischer Chemie. Als Postdoktorand arbeitete er an der Harvard University und der Rice University in Houston, Texas.
1997 erhielt Dai eine erste Professur (Assistant Professor) für Chemie an der Stanford University in Stanford, Kalifornien, 2002 wurde er Associate Professor, 2006 erhielt er eine ordentliche Professur. Dai ist seit 2007 J.G.Jackson-C.J. Wood Professor für Chemie an der Stanford University.
Dais Arbeitsgruppe befasst sich mit chemischen, physikalischen, materialwissenschaftlichen und medizinischen Fragestellungen im Bereich der Grundlagenforschung zu Kohlenstoffnanoröhren und Graphen sowie deren Anwendungen in der Nanoelektronik, Nanobiotechnologie, Nanomedizin, Energiespeicherung und Katalyse. Der Schwerpunkt der Arbeit liegt auf Wissenschaft und Technik neuer Materialien. Neuere Arbeiten befassen sich mit Hybridmaterialien aus Nanokristallen oder Nanopartikeln mit Nanogebilden aus Kohlenstoff.
Seit 2020 zählt ihn der Medienkonzern Clarivate zu den Favoriten auf einen Nobelpreis (Clarivate Citation Laureates).

## Auszeichnungen (Auswahl)
- 2002 ACS Award in Pure Chemistry[2]
- 2004 Julius-Springer-Preis (Julius Springer Prize for Applied Physics)[3]
- 2009 Mitglied der American Academy of Arts and Sciences[4]
- 2010 Fellow der American Association for the Advancement of Science
- 2016 Mitglied der National Academy of Sciences
- 2019 Mitglied der National Academy of Medicine

## Veröffentlichungen (Auswahl)
- N. Wong Shi Kam, M. O’Connell, J. A. Wisdom und H. Dai: Carbon nanotubes as multifunctional biological transporters and near-infrared agents for selective cancer cell destruction. PNAS, 102, 11600–11605, (2005).
- H. Dai: Chemical Synthesis Routes to Nanotube Molecular Electronics. Accounts of Chemical Research, 35, 1035–1044 (2002).
- A. Javey, J. Guo, Q. Wang, M. Lundstrom und H. Dai: Ballistic Carbon Nanotube Field Effect Transistors. Nature, 424, 6949 (2003).
- N.W.S. Kam, T.C. Jessop, P. Wender und H. Dai: Nanotube Molecular Transporters: Internalization of Carbon Nanotube-Protein Conjugates into Mammalian Cells. J. Am. Chem. Soc., 126, 6850–6851 (2004).
- R. Chen, Y. Zhang, D. Wang und H. Dai: Non-covalent Sidewall Functionalization of Single-walled Carbon Nanotubes for Protein Immobilization. J. Am. Chem. Soc., 123 (16), 3838–3839 (2001).
- J. Kong, E. Yenilmez, T. Tombler, W. Kim, L. Liu, S.Y. Wu, C.S. Jayanthi, R. Laughlin und H. Dai: Quantum Interference and Ballistic Transmission in Nanotube Electron Wave-Guides. Phys. Rev. Lett., 87, 106801 (2001).
- J. Kong, N. Franklin, C. Zhou, S. Peng, J.J. Cho und H. Dai: Nanotube Molecular Wires as Chemical Sensors. Science, 287, 622 (2000).
- T. Tombler, C. Zhou, L. Alexeyev, J. Kong, H. Dai, W. Liu, C Jayanthi, M. Tang, und S.Y. Wu: Reversible Nanotube Electro-mechanical Characteristics Under Local Probe Manipulation. Nature, 405, 769 (2000).
- S. Fan, M. Chapline, N. Franklin, T. Tombler, A. Cassell und H. Dai: Self-Oriented Regular Arrays of Carbon Nanotubes and their Field Emission Devices. Science, 283, 512 (1999).
- J. Kong, H.T. Soh, A. Cassell, C.F. Quate und H. Dai: Synthesis of Single Single-Walled Carbon Nanotubes on Patterned Silicon Wafers. Nature, 395, 878 (1998).